# Rainis
Rainis era el pseudónimo de Jānis Pliekšāns (1865-1929) fue un poeta, dramaturgo y político letón. Entre sus trabajos está la obra teatral Uguns un nakts (Fuego y Noche, 1905) e Indulis un Ārija. Tradujo igualmente a su lengua el Fausto de Goethe. Sus obras han influido notablemente en la literatura letona.

## Biografía
Rainis estudió derecho en la Universidad de San Petersburgo donde trabó amistad con Pēteris Stučka. En sus años de estudio, dedicaba sus horas libres a escribir poemas y obras satíricas, hacer estudio sobre la música folklórica de su país y traducir literatura. Junto al citado Stučka publicó Mazie dunduri (Pequeños Tábanos), una colección de epigramas y poemas satíricos.
Finalizados sus estudios trabajó en los juzgados regionales de Vilna. Colabora en los periódicos Dienas Lapa y Tēvija. En 1891 se convierte en editor del primero, labor que desempeña hasta 1895. Rainis acude por aquella época a la Segunda Internacional y comienza a simpatizar con las ideas socialistas. Contrae matrimonio con Elza Pliekšāne, poeta y dramaturga letona más conocida por su pseudónimo Aspazija.
En el año 1897 es arrestado y deportado a Pskov y posteriormente a Vyatka, hoy llamada Kírov. Fue en este período en el que Rainis tradujo Fausto y otras obras populares de la literatura clásica universal, así como la confección de su primer poemario. Tālas noskaņas zilā vakarā (Lejanas Sensaciones en una Tarde Melancólica).
Rainis participó en la Revolución de 1905 en su país, cuyo fracaso le forzó a exiliarse con su esposa a Suiza. Allí escribió algunas obras teatrales: Zelta zirgs (El Caballo Dorado), Jāzeps un viņa brāļi (José y sus hermanos) y Daugava, además de otros poemarios como Klusā grāmata (El Libro Silencioso), Vēja nesta lapa (Hojas en el Viento), Tie, kas neaizmirst (Esos, los que no olvidan), Gals un sākums (El Final y el Principio), etc.
El matrimonio regresó a Letonia en la primavera de 1920, donde Rainis participa activamente en la vida política como miembro del Comité Central del Partido Social Demócrata de los Trabajadores. Igualmente fue director del Teatro Nacional Letón de 1921 a 1925 y ministro de Educación desde diciembre de 1926 hasta enero de 1928. Fue uno de los redactores de la Constitución de Letonia de 1922.
En este período escribe Ilyá Múromets, Mīla stiprāka par nāvi (Un Amor más fuerte que la Muerte), Rīgas ragana (La Bruja de Riga), etc.
Sus deseos de convertirse en presidente de Letonia no se hicieron realidad, lo cual lo indujo a retirarse paulatinamente de la vida pública. En los años 20 su nombre sonó en alguna ocasión como candidato al Premio Nobel de Literatura. No haberlo recibido supuso igualmente una frustración personal dado el gran anhelo que tenía por conseguirlo.
Falleció en Jūrmala en 1929.